# 苏州通
苏州通是苏州城市一卡通系统的简称，是苏州小额电子支付系统。苏州通卡使用握奇公司的双界面CPU智能卡，可同时支持接触式和非接触式两种刷卡模式。苏州通可在公交、出租、商场、超市、加油站等商户使用。
蘇州通已於2012年起停售，由江蘇交通一卡通·蘇州以及蘇州市民卡B卡取代。

## 名称及标记
苏州通是苏州城市一卡通的简称。而发行苏州通卡的公司名称为苏州市城市信息化建设有限公司。苏州通使用苏州市市标作为logo。

## 卡片发行
苏州通卡由苏州市城市信息化建设有限公司发行。2003年11月发行第一张苏州通卡，可在公交车刷卡打9折；2004年苏州通卡上可开通园林年卡功能；2004年出租车可使用苏州通刷卡；2005年中石油加油可使用苏州通卡；2005年苏州通卡可在信息亭缴纳水电煤气费；2006年开通学生、老年月票功能；2007年开通休闲年卡功能；自2003年到2009年相继开通各大超市、商场刷卡消费。苏州通消费领域

## 卡片种类
苏州通卡是泛指苏州市城市信息化建设有限公司发行的卡，其分为以下各类卡：

### 苏州通普通卡

#### 功能
苏州通普通卡（简称苏州通卡）是具有双界面的智能卡，可进行接触式、非接触式两种消费模式。卡内可划分多个区域，使此卡具有不同功能的卡。

- 电子钱包功能：使用苏州通卡内电子钱包功能，可在公交（6折）、出租车、地铁、商场、超市等有苏州通消费POS机的场所刷卡消费。
- 可开通增值功能：此卡可直接开通园林年卡、休闲年卡、企业服务卡等增值功能。
- 自定义功能：可利用卡内资源，自定义此卡功能，如门禁、食堂刷卡等。

#### 购买途径
卡工本费40元，一个月扣除1元折旧费，扣完工本费为止。
- 苏州市所有可的便利店
- 苏州通客服中心

#### 退换卡
- 换卡：分为人为损坏和非人为损坏。如是人为损坏，则需要另行购买新卡进行转值；如不是，则可以免费更换；
- 退卡：自购买之月起一个月扣1元。如开具发票的卡费，则不退。

#### 消费领域
可在所有苏州通卡消费POS机处消费。

### 苏州通利金卡
使用苏州通电子钱包，只有接触式消费模式，不支持公交刷卡和出租车刷卡。卡费10元，可在指定超市一次性POS消费并被回收。不可反复充值。

### 苏州通充值卡
凭卡密码可将充值卡金额充到苏州通普通卡内。

### 园林年卡
可在苏州通普通卡上开通园林年卡功能，年费120元，可游玩苏州古典园林100次。游玩景区为：虎丘山风景区、拙政园、留园、网师园、沧浪亭、狮子林、艺圃、耦园、怡园、五峰园、东园、动物园、天平山风景区、枫桥风景区、余庄、石佛寺、楞伽塔园、上方山森林公园（均不包括夜花园）。

#### 发售
园林年卡每年6月和12月发售，目前在烽火路苏州通客服、宏盛苏州通客服、苏州公园、桐泾公园四个点办理。

### 休闲年卡
可在苏州通普通卡上开通休闲年卡功能，年费120元，可游玩苏州周边山水景点100次。游玩景点为：白马涧、盘门、北寺塔、缥缈峰、林屋洞、梅园、石公山、西山雕花楼、包山寺、罗汉寺、灵岩山景区、香雪海景区、雨花胜境、陆巷古村。

### 学生、老年月票卡
公交优惠功能。苏州在校小学、初中、高中以及年满60周岁不到70周岁的市民可办理。月功能费20元，保险每年10元。

### 高龄免费卡
公交优惠功能。年满70周岁市民可办理。只需缴纳保险费10元/年。公交月票办理办法 （页面存档备份，存于）

### 企业服务卡
可在普通卡上开通此功能。此功能为苏州通后台账户，不可直接消费，需通过信息亭或客服网点转到前台消费。

### UIMPASS卡
与苏州电信联合发行的具有13.56M频率的手机钱包近距离支付卡，一张卡结合手机UIM卡与苏州通电子钱包，具有所有苏州通商户非接触式刷卡应用，如公交、出租、商户消费等，同时具有独特的空中充值功能，可以在手机端通过UTK菜单对UIMPASS卡内的苏州通进行空中充值，如企服卡充值、充值卡充值、银行卡圈存等业务。

## 卡片购买
普通苏州通卡可在苏州通客服中心、可的便利店购买。

## 卡片充值

### 现金充值
苏州通卡现金充值方式：

1、苏州通客服中心；

2、苏州通电信联合客服中心；

3、苏州电信代办点、营业厅部分网点；

4、全家便利店。

### 转账充值
1．农业银行自助缴费机（通过农行卡对苏州通卡进行转帐圈存充值）

2．交通银行自助通终端（通过交行卡对苏州通卡进行转帐圈存充值）

3．江苏银行自助终端（通过江苏银行卡对苏州通卡进行转账圈存充值）

### 充值卡、企服卡充值
1．交通银行自助通终端

2．江苏银行自助终端    

3．苏州通客服中心、联合客服中心

## 消费领域
苏州通卡在苏州第三方支付市场中占有统治地位，主要有以下几个领域：

1、公交、出租、地铁等公共交通领域；

2、大型超市商场，如欧尚、家乐福、人民商场、美罗、泰华、华润万家等；

3、加油站，中石油、中石化；

4、便利店，全家、可的、喜事多、美佳倍顺等；

5、餐饮、娱乐等。详见苏州通消费领域。

## 未来发展
苏州城市轨道交通的发展，会使用苏州通作为刷卡介质，而越来越多的城市发行的市民卡工程，在未来苏州通的发展中，也有很好的借鉴。

市民卡作为社保和城市公共交通、小额支付结合的卡，在未来中国城市信息化发展中，占有重要地位。

## 问题与争议
1、充值难问题；

2、关于合作方信息亭的问题；

3、客服服务质量问题；

4、城市小额支付在新的第三方支付规定出台以后的发展问题。